# Spinirta liuae
Espèce
Spinirta liuae est une espèce d'araignées aranéomorphes de la famille des Corinnidae.

## Distribution
Cette espèce est endémique du Guangdong en Chine,. Elle se rencontre vers Shenzhen.

## Description
Le mâle holotype mesure 13,12 mm et la femelle paratype 13,72 mm.

## Systématique et taxinomie
Cette espèce a été décrite par Wang, Lu et Zhang en 2023.

## Étymologie
Cette espèce est nommée en l'honneur de Jia Liu. 

## Publication originale
- Wang, Irfan, Lu, Zhang & Zhang, 2024 : « Six species of the spider genus Spinirta Jin & Zhang, 2020 from southern China (Araneae: Corinnidae). » European Journal of Taxonomy, vol. 917, p. 74-93 (texte intégral).